# Кампања (Салерно)
Кампања (итал. Campagna) је насеље у Италији у округу Салерно, региону Кампанија.
Према процени из 2011. у насељу је живело 2782 становника. Насеље се налази на надморској висини од 287 м.

## Становништво
| 1931.  | 1936.  | 1951.  | 1961.  | 1971.  | 1981.  | 1991.  | 2001.  | 2011.  |
| ------ | ------ | ------ | ------ | ------ | ------ | ------ | ------ | ------ |
| 10.335 | 10.818 | 12.592 | 12.456 | 10.979 | 11.265 | 13.466 | 15.311 | 15.953 |